# Monti Muosučanskij
I monti Muosučanskij (in russo Муосучанский хребет?; in lingua sacha: Муоһучаан сис) sono una catena montuosa della Siberia Orientale che fa parte del sistema montuoso dei Monti di Verchojansk. Si trovano nella Sacha (Jacuzia), in Russia.

## Geografia
I Muosučanskij si allungano per circa 120 km in direzione nord-ovest/sud-est nella parte sud-occidentale dei monti di Verchojansk, tra la catena dei monti Bygynskij a ovest e la catena dei Tagyndžinskij a est, correndo in una direzione più o meno parallela ad entrambe le catene. L'estremità sud-orientale è delimitata dalle valli del Munni (il ramo sorgentizio di destra del Beljanka) e del Buruolach (affluente del Ljapiske). Il lago Bil'ljach si trova all'estremità nordoccidentale della catena, poi alcuni rilievi fiancheggiano il fiume Djanyška che scorre oltre all'estremità settentrionale. Il fiume Ljapiske invece attraversa la catena nella sua sezione nordoccidentale.
Il punto più alto della catena dei Muosučanskij è un picco senza nome di 1243 m di altezza.